# 이고리 키릴로프
이고리 아나톨리예비치 키릴로프(러시아어: Игорь Анатольевич Кириллов, 1970년 7월 13일 ~ 2024년 12월 17일)는 러시아의 중장이다. 2024년 우크라이나 보안군에 의해 암살될 때까지 러시아 연방군의 화학, 생물학, 핵 방어 부대의 수장을 역임했다. 키릴로프는 러시아의 2022년 우크라이나 침공 이후 최전선 밖에서 살해된 러시아 군 최고위 관리였다. 키릴로프의 군부대는 러시아가 비준한 화학 무기 금지 조약에 의해 국제적으로 금지된 화학무기인 클로로피크린을 사용했다는 이유로 미국과 우크라이나로부터 비난을 받았다.